# Bardzo bogate godzinki księcia de Berry

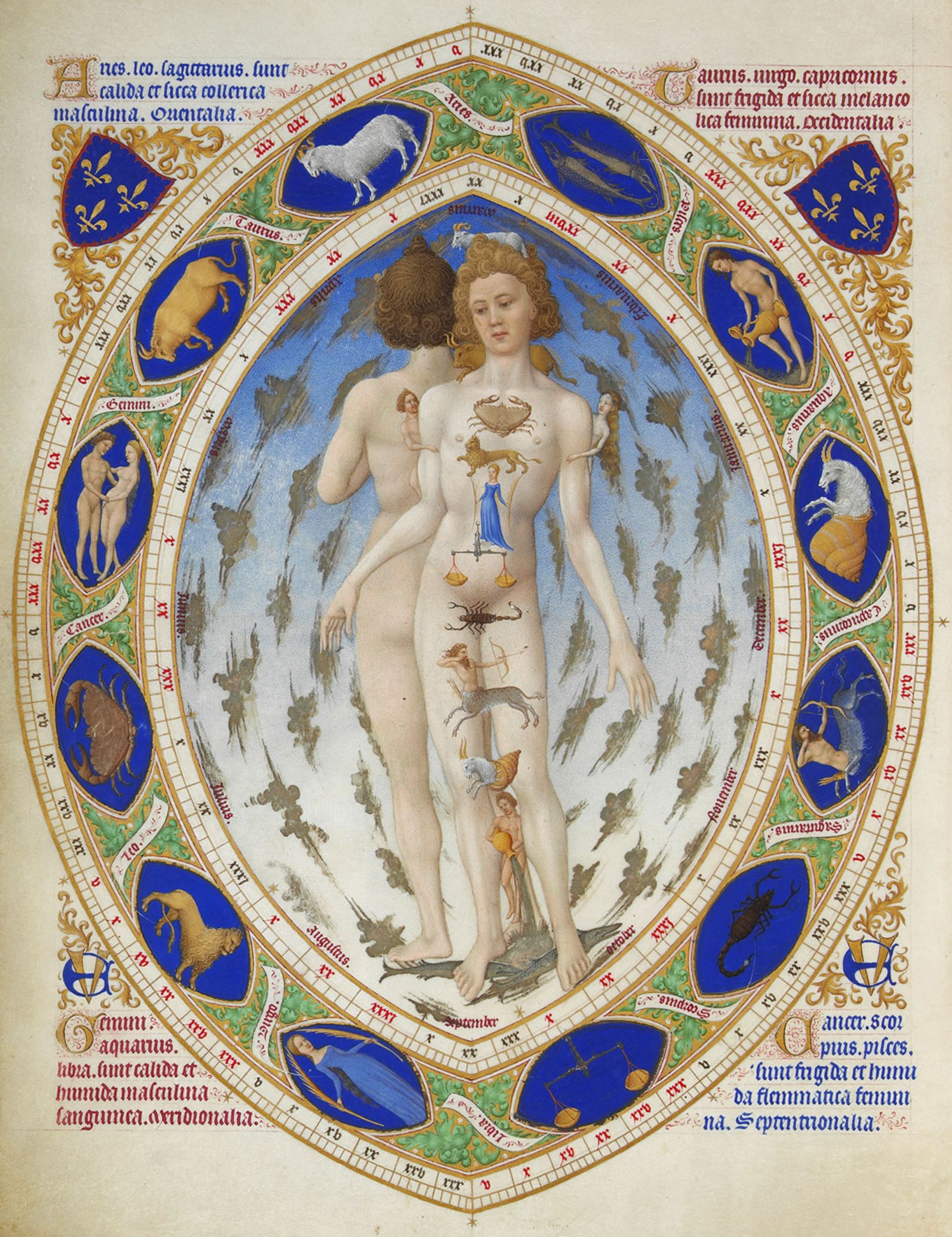
Człowiek anatomiczny, karta 14v

Bardzo bogate godzinki księcia de Berry (fr. Les Très Riches Heures du duc de Berry) – bogato iluminowany rękopis godzinek zamówiony przez Jana de Berry około 1410 roku. Jedno z najważniejszych dzieł gotyku międzynarodowego. Manuskrypt przechowywany jest obecnie w Musée Condé (Muzeum Kondeuszy) w Chantilly.
Składa się z 206 kart, zdobionych ponad 100 iluminacjami i inicjałami, wykonanymi przez braci Limbourg, Barthélemy’ego d’Eycka i Jeana Colombe’a. Na początku znajduje się słynny kalendarz z 12 całostronicowymi miniaturami. Na karcie 14v umieszczono człowieka anatomicznego, a dalej ilustracje do Ewangelii. Po nich następują ilustracje do psalmów, hymnów, modlitw i mszy.
Godzinki były rodzajem prywatnego modlitewnika, przeznaczonego do indywidualnej modlitwy. Równocześnie jako przedmiot bogato zdobiony świadczyły o zamożności i randze ich właściciela. Prace nad godzinkami rozpoczęli w 1411 roku bracia Limbourg, a przerwała je ich śmierć w 1416 w wyniku zarazy. Zdążyli wykonać ok. 65 miniatur. Według planu realizowanego w tych latach, każda godzinka rozpoczynała się od ilustracji, pod którą znajdowały się cztery linijki tekstu, rozpoczętego ozdobnym inicjałem. Pierwotna koncepcja została zmieniona po 1416 i odtąd rozpoczynano od iluminacji zajmujących dwie całe karty, z tekstem na odwrocie drugiej. Po śmierci księcia de Berry, rękopis przeszedł w ręce jego córki, hrabiny d’Armagnac. W latach 80. XV wieku stał się własnością książąt sabaudzkich i wówczas, na zlecenia Karola I, w 1485 roku do prac przy iluminacjach przystąpił Jean Colombe. Mimo to pozostał on nieukończony. W XVI wieku trafił do Flandrii i na początku tego stulecia stanowił prawdopodobnie własność Małgorzaty Austriackiej. Dalsze losy manuskryptu są nieznane do roku 1856, kiedy Godzinki odnalazł i zakupił książę d'Aumale. Jeszcze w XIX wieku Léopold Delisle zidentyfikował autorów tego dzieła i jego losy.
Bardzo bogate godzinki są dziełem wybitnym, szczytowym osiągnięciem XV-wiecznego miniatorstwa. Wyczucie natury, wsparte głębokim realizmem, pola i rośliny, lasy i zwierzęta, sceny z życia codziennego znakomicie wtopione w tło i przedstawione w najlepiej dobranym oświetleniu, kompensują to wszystko, co w manieryzmie gotyckim mogło być zbyt wydelikacone. Dzięki darowi bystrej obserwacji, bracia Limburg pierwsi odtworzyli linią i kolorem noc, cienie rzucane przez przedmioty, śnieg, burzę na morzu, z drobiazgową wiernością odtwarzali zamek, drzewo, tkaninę, włosy, klejnoty. Ten realizm przedmiotów zachowuje doskonałą czytelność w rytmicznej, niezwykle wytwornej równowadze, dzięki czemu dzieło braci Limburg, chociaż nie byli Francuzami z urodzenia, łącząc marzenie z codziennością, stało się jednym z najważniejszych źródeł malarstwa francuskiego.

## Cykl 12 miesięcy
Oprócz ilustracji towarzyszących tekstom godzinek, rękopis zawiera kalendarz (cykl 12 miesięcy), z całostronicowymi miniaturami na każdy miesiąc. Strona taka zawiera wyobrażenie sceny, typowej dla danego miesiąca (dworskiej lub wiejskiej, niemal zawsze z zamkiem w tle) oraz kalendarz słoneczny z zodiakami i planetami. Ilustracje obrazują zależność człowieka od przemian zachodzących w przyrodzie oraz hierarchiczność, na której oparty jest świat: nad chłopami panuje władca, którą symbolizują jej zamki, a nad wszystkimi ład kosmiczny. Miniatury te cechuje połączenie typowo niderlandzkiego realizmu, wnikliwej obserwacji i drobiazgowości (np. autentycznie odtworzone zamki, wiernie oddane prace chłopów, zmiany przyrody) z wytwornością i dworskim stylem, charakterystycznymi dla gotyku międzynarodowego. Ilustracje te, namalowane w czystych i nasyconych barwach, cechuje duża dekoracyjność.
Za autorów miniatur z kalendarza uważa się powszechnie braci Limbourg, jednak faktycznie część tych iluminacji wykonali także inni twórcy. Badacze nie są zgodni w tej kwestii; bez większych wątpliwości braciom przypisuje się miesiące: styczeń, kwiecień, maj i sierpień. Autorstwo lutego, marca, czerwca, lipca i września nie jest pewne. W marcu i wrześniu wyróżnia się dwie fazy, z których jedna przypisywana jest czasem tzw. Mistrzowi Cieni (ang. Master of the Shadows). Osoba tego mistrza jest utożsamiana (choć nie przez wszystkich) z Barthélemym d’Eyckiem; jemu przypisuje się też październik i grudzień. Natomiast autorem listopada w części ze sceną był Jean Colombe, a w części ze znakami zodiaku – bracia Limbourg.
| Iluminacja | Miesiąc     | Przedstawienie |
| ---------- | ----------- | --- |
|            | Styczeń     | Bankiet w dzień Nowego Roku. Jan de Berry przedstawiony jest z prawej strony, za stołem, w futrzanej czapce i niebieskiej houppelande. Dworzanie usługują władcy. Jego podwładni, zgodnie ze zwyczajem, przynoszą mu podarki – zachęca ich do tego mistrz ceremonii, którego słowa approche, approche (zbliż się, zbliż się) są nad nim wypisane. Za ucztującymi zawieszona jest niebieska opona (tapiseria), przedstawiająca walczących rycerzy. Drobiazgowość autorów była tak duża, że namalowali oni nawet znaną ze źródeł tzw. Salière de Pavillon – solniczkę w kształcie okrętu, z emblematami księcia: niedźwiedziem i łabędziem. Jest to jedyna scena z wszystkich 12, która rozgrywa się we wnętrzu. Znaki zodiaku: koziorożec i wodnik.                        |
|            | Luty        | Ilustracja przedstawia życie na wsi w zimie. W domu, ukazanym bez jednej ze ścian, by widz mógł zajrzeć do środka, grzeją się przy kominku trzy osoby. Kobieta podnosi swoją niebieską suknię, aby się ogrzać, młody mężczyzna i młoda kobieta nie noszą bielizny. Z prawej strony znajduje się zagroda dla owiec, cztery ule, gołębnik, beczki, wiązki chrustu i wóz. Jedna z postaci na zewnątrz zaciera ręce z zimna, druga rąbie drewno, trzecia z osłem zmierza ku miasteczku, widocznym w tle. Miniatura ta jest pierwszym w sztuce europejskiej przedstawieniem pejzażu pokrytego śniegiem. Zdaniem Wendy Beckett nieczęsto dojmujący chłód zimy, z jej urokiem, ale też i niewygodami, bywał przedstawiany w tak urzekający sposób. Znaki zodiaku: wodnik i ryby. |
|            | Marzec      | Pierwsze prace w polu: orka i siew. Na pierwszym planie rolnik orze pole przy pomocy dwóch wołów, na poletku z prawej robotnik sięga do worka z ziarnem, z lewej odbywają się prace w winnicy (przycinanie winorośli). Za nimi pasterz, pilnujący owiec, ucieka przed marcową ulewą. W tle zamek Lusignan w regionie Poitou, jedna z rezydencji Jana de Berry. Smok nad jedną z zamkowych wież odnosi się do legendy o wróżce Meluzynie. Znaki zodiaku: ryby i baran. |
|            | Kwiecień    | Iluminacja ukazuje naturę w wiosennym rozkwicie oraz grupę osób w scenie zaręczyn, najprawdopodobniej księcia Karola d'Orléans i Bonne d’Armagnac, wnuczki Jana de Berry, które miały miejsce 18 kwietnia 1410 w Gien. Para wymienia obrączki w towarzystwie dwóch świadków. Narzeczony ubrany jest w niebieską houppelande i czerwony kapelusz, narzeczona w jasnofiołkową suknię. Obok dwie kobiety zbierają kwiaty. Z prawej za murem znajduje się ogród z drzewkami owocowymi. Na dalszym planie rybacy łowią ryby. Nad miasteczkiem góruje zamek, którego identyfikacja nie jest pewna – może to być rezydencja w Dourdan albo Pierrefonds. Znaki zodiaku: baran i byk.                                                                                              |
|            | Maj         | Iluminacja ukazuje zwyczaj udawania się w maju do lasu w celu zerwania gałęzi. Dekorowano nimi następnie domy. Uczestnicy tego orszaku, prowadzonego przez muzyków, mają na głowach wieńce z liści. Mężczyznę, który odwraca się w stronę kobiety w zielonej sukni, identyfikuje się z księciem Clermont, Janem de Bourbon. Kobieta jest prawdopodobnie jego trzecią żoną, Marie de Berry, córką Jana de Berry. Za nimi las i zamek Riom. Znaki zodiaku: byk i bliźnięta. |
|            | Czerwiec    | Chłopi pracują przy sianokosach – mężczyźni ścinają trawę, a kobiety ją grabią. Autorzy proces ten oddali na tyle realistycznie, że zauważyli nawet różnice kolorystyczne między trawą dopiero co ścinaną a suchą. Praca odbywa się na tle pałacu królewskiego na Cité w Paryżu i Sainte-Chapelle (z prawej). Znaki zodiaku: bliźnięta i rak. |
|            | Lipiec      | Ilustracja ukazuje otoczone wodą i drzewami pole ze zbożem, między którym rosną chabry i maki. Z prawej jest trawiasta łąka, w tle zamek w Poitiers (dziś nieistniejący). Dwaj mężczyźni ścinają zboże przy pomocy sierpów, a kobieta i mężczyzna strzygą owce. Znaki zodiaku: rak i lew. |
|            | Sierpień    | Na pierwszym planie rozgrywa się scena polowania. W polowaniu wykorzystywane są odpowiednio wyszkolone ptaki drapieżne, polujące na inne ptaki, takie jak kaczki i łabędzie. Sokolnik idzie przed orszakiem, odwracając się w stronę pierwszego z jeźdźców. Między nimi biegają psy. Na dalszym planie widać nagie postaci, kąpiące się w rzece oraz chłopów, zajętych zbieraniem snopków i ładowaniem ich na wóz. Za nimi znajduje się zamek Etampes, kupiony przez księcia de Berry w 1400 roku. Znaki zodiaku: lew i panna. |
|            | Wrzesień    | Na pierwszym planie przedstawione jest winobranie. Winogrona są składane na wózku oraz do pojemników, zawieszonych na grzbietach mułów. Na drugim planie wznosi się zamek w Saumur. Znaki zodiaku: panna i waga. |
|            | Październik | Przedstawiona scena rozgrywa się nad brzegiem Sekwany, wzdłuż którego przechodzi kilka postaci. Na pierwszym planie trwają prace polowe. Mężczyzna na koniu bronuje rolę, drugi sieje. Sroki i wrony wyjadają ziarno. Za nimi na polu stoi strach na wróble, przebrany za łucznika. Budowla wznosząca się za nimi to Luwr, z widocznym w centrum donżonem. Znaki zodiaku: waga i skorpion. |
|            | Listopad    | Świnie karmione są żołędziami, które zrzuca z drzewa przy pomocy kija mężczyzna na pierwszym planie. Znaki zodiaku: skorpion i strzelec. |
|            | Grudzień    | Iluminacja przedstawia polowanie z psami. Psy atakują dzika, leżącego na ziemi. Za nimi rośnie gęsty las, a dalej wznoszą się wieże i donżon Vincennes. Znaki zodiaku: strzelec i koziorożec. |